# Obscura (album)
Obscura – trzeci album studyjny kanadyjskiej grupy muzycznej Gorguts. Został wydany 23 czerwca 1998 roku przez wytwórnię płytową Olympic Recordings.

## Lista utworów
1. "Obscura" – 4:04
2. "Earthly Love" – 4:04
3. "The Carnal State" – 3:07
4. "Nostalgia" – 6:10
5. "The Art of Sombre Ecstasy" – 4:20
6. "Clouded" – 9:32
7. "Subtle Body" – 3:23
8. "Rapturous Grief" – 5:27
9. "La Vie Est Prelude... (La Mort, Orgasme)" – 3:28
10. "Illuminatus" – 6:15
11. "Faceless Ones" – 3:50
12. "Sweet Silence" – 6:45

## Twórcy
- Luc Lemay – śpiew, gitara
- Steeve Hurdle – gitara
- Steve Cloutier – gitara basowa
- Patrick Robert – perkusja